# Relations entre l'Azerbaïdjan et le Saint-Siège
Les relations diplomatiques entre l'Azerbaïdjan et le Saint-Siège désignent les relations entre la République d'Azerbaïdjan et l'État de la Cité du Vatican depuis 1992.

## Galerie

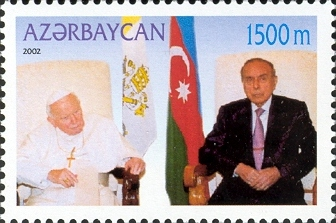
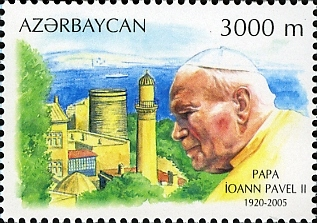
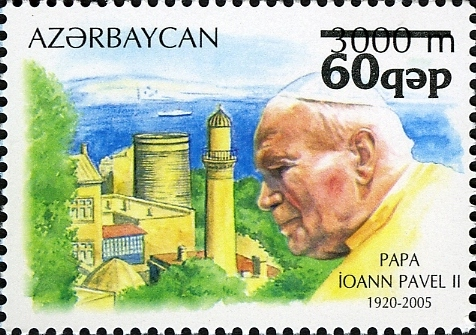
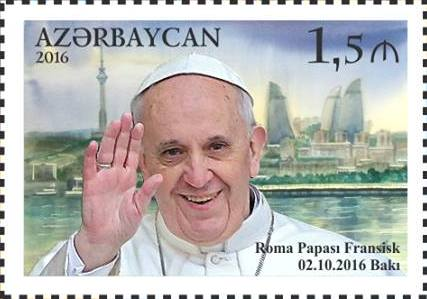

## Histoire
Les relations diplomatiques entre l'Azerbaïdjan et le Saint-Siège ont été établies le 24 mai 1992.